# ديفو
ديفو هو المقر الرئيسي لمنطقة كاربي أنجلونج التابعة لولاية آسام في الهند. هذه المدينة الصغيرة هي محطة تل سياحية شهيرة بالنسبة لسكان المدن المجاورة.

## الموقع الجغرافيّ

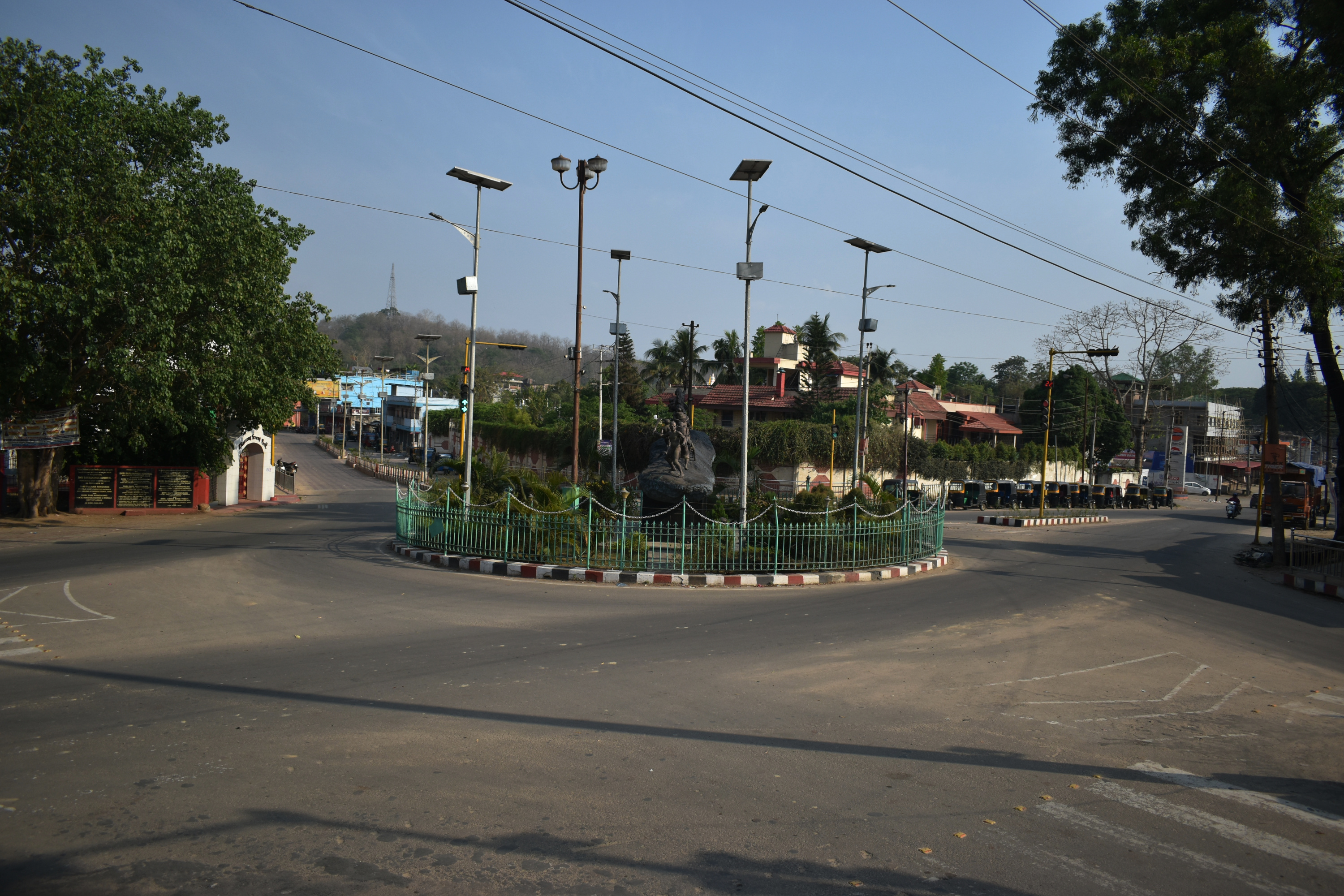
تمثال رونجفاربي رونجبي

تقع مدينة ديفو الساحرة عند إحداثيات 25°50′ شمالًا و93°26′ شرقًا / 25.83°N 93.43°E. يبلغ متوسط ارتفاعها عن مستوى سطح البحر حوالي 186 مترًا (610 قدمًا) مما يمنحها منظرًا خلابًا. كما تبعد حوالي 270 كيلومترًا عن جواهاتي من الطريق و213 كيلومترًا عن طريق السكك الحديدية.

## التركيبة السكانية
وفقًا لتعداد الهند الصادر عام 2011، بلغ عدد سكان ديفو 63,654 نسمة. مما يجعلها مدينة من الفئة الثانية من حيث عدد السكان (بين 50,000 و99,999 نسمة). يشكل الذكور 52٪ من السكان والإناث 48٪. تمتلك ديفو معدل نسبة محو أمية متوسط بلغت 90٪، وهو أعلى من المتوسط الوطني البالغ 59.5٪. ويبلغ معدل القراءة للذكور 94٪ ومعدل القراءة للإناث 86٪. تتراوح أعمار 13٪ من سكان ديفو دون سن 6 سنوات.

## اللغات
اللغات المستخدمة في ديفو (2011)
تعد الكاربي اللغة الأكثر تحدثًا في ديفو، حيث يبلغ عدد المتحدثين بها 25045 شخصًا، تليها البنغالية بـ 13400 شخصًا والآسامية بـ 8007 شخصًا، والهندية بـ 5277 شخصًا، والبودووية بـ 1909 شخصًا والنيبالية بـ 2712 شخصًا.

## المؤسسات التعليمية
- جامعة آسام، حرم ديفو الجامعي [7]
- كلية ديفو الحكومية
- كلية الحقوق بديفو
- كلية ومستشفى ديفو الطبي
- مركز دراسة جامعة أنديرا غاندي الوطنية المفتوحة
- معهد التدريب الصناعي (ITI).